# Chìm tàu Dìn Ký (2011)
Vụ chìm tàu Dìn Ký xảy ra trên đoạn sông Sài Gòn thuộc thị xã Thuận An, Bình Dương vào tối 20 tháng 5 năm 2011 làm 16 người thiệt mạng. Đây là một trong những vụ tai nạn đường thủy có số thương vong cao tại Việt Nam trong những năm 2010.
Nhà hàng du thuyền Dìn Ký mang số hiệu 72K BD-0394 chở theo hàng chục du khách đang dự tiệc sinh nhật con trai giám đốc Quách Lương Tài thì bất ngờ trời mưa to kèm gió lớn. Tàu quay đầu về bến cách bờ chừng 100 mét thì chao đảo, lật ngang làm 16 người trong đó có 6 trẻ nhỏ đã bị nhấn chìm xuống lòng sông. Trong số các nạn nhân có vợ và con trai của ông Quách Lương Tài và 4 người quốc tịch Trung Quốc. Đây là vụ tai nạn giao thông đường thủy có số người thiệt mạng nhiều nhất kể từ vụ chìm tàu Diễm Tính.
Cơ quan thanh tra đã  ra quyết định đình chỉ hoạt động bến khách tại khu du lịch Xanh Dìn Ký, cưỡng chế, buộc tháo dỡ, di đời khu nhà hàng nổi lấn chiếm lòng sông, không đạt tiêu chuẩn an toàn tại đây. 16 nạn nhân vụ chìm tàu Dìn Ký được nhận bồi thường tổng cộng 6 tỷ đồng.